# 호류지역
호류지역(일본어: 法隆寺駅, ほうりゅうじえき 호우류우지에키[*])은 일본 나라현 이코마군 이카루가정에 위치한 서일본 여객철도의 역이다. 실제 호류지와는 다소 거리가 있기 때문에 호류지 역 앞 정류장에서 버스를 이용해야만 한다.

## 역 구조
상대식 승강장으로 2면 2선의 지상역이다. 역사는 호류지의 전통 양식을 컨셉으로 한 교상 형태를 취하고 있다. 출입구는 남북으로 2개소이며 개찰구는 1개소 뿐이다. 이전에는 단식·섬식이 섞인 2면 3선의 승강장이었지만 교상 역사화 작업이 개시되면서 2번 승강장을 대피용에서 본선으로 바꾸어 3번 승강장을 철거하여 현재의 형태가 되었다. 덧붙여 교상 역사 완성 이전에는 개찰구가 상하행 승강장 각각에 설치되어 있었다. 이코카 및 제휴 교통카드의 사용이 가능하다.

### 승강장
| 1 | ■ 야마토지 선 | 나라 · 가모 방면            |
| 2 | ■ 야마토지 선 | 오지 · 덴노지 · 오사카 방면 |

## 역 주변

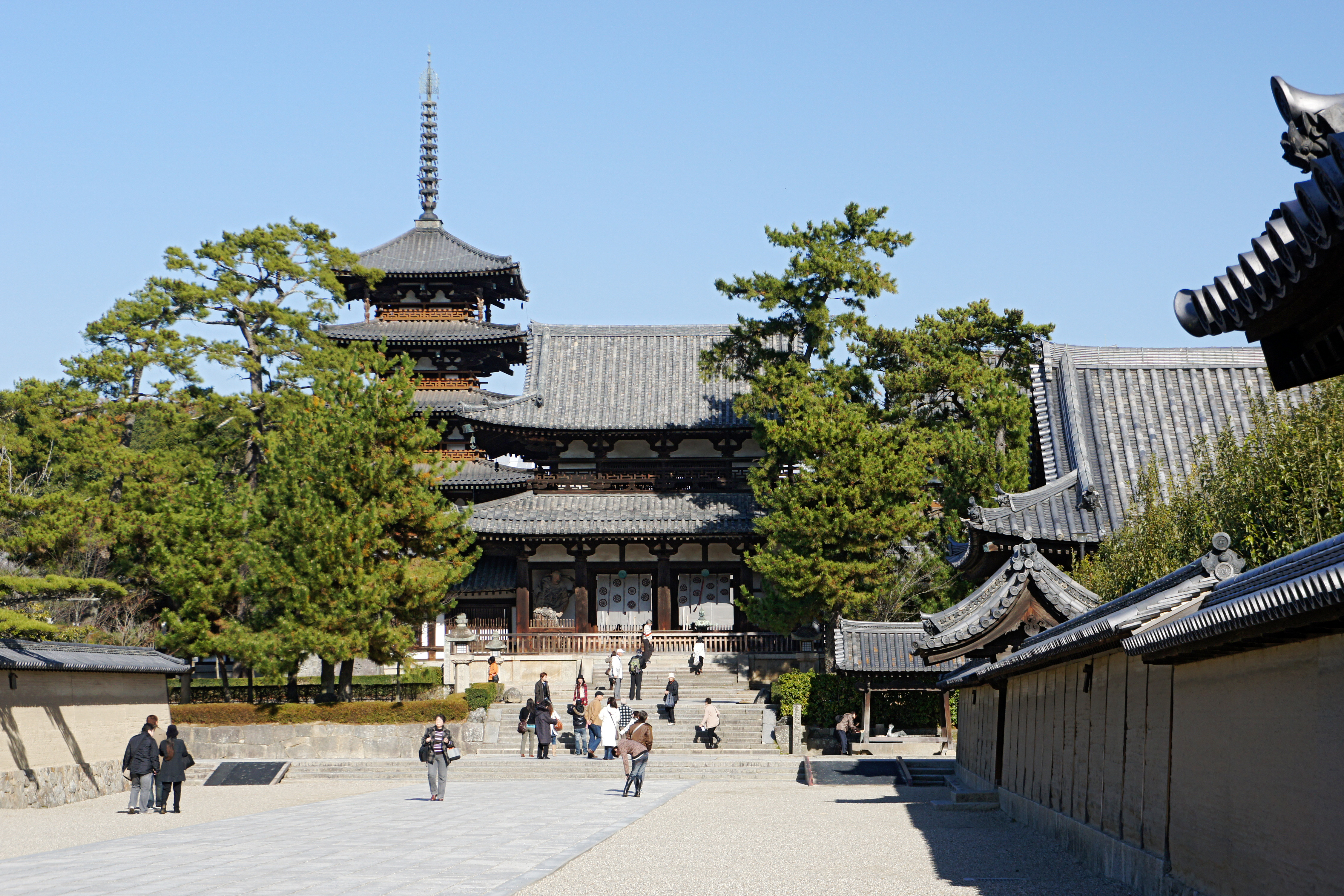
호류지

- 호류지: 북쪽 출구의 버스 정류장 2번 타는 곳에서 출발하는 연계 버스를 이용하여 호류지문앞 정류장에서 내리면 도보 1분 거리에 있다. 또, 호류지 역 북쪽 출구에서 직접 도보로 20분 정도 가거나 오지역, 긴테쓰 쓰쓰이 역에서 버스를 이용할 수도 있다.

## 역사
- 1890년 12월 27일: 오사카 철도의 나라 ~ 오지 간 개업과 동시에 개업.
- 1900년 6월 6일: 간사이 철도(일본어판)가 노선을 양도받아 간사이 철도의 소속이 되었다.
- 1907년 10월 1일: 국유화에 따라 일본국유철도의 소속이 되었다.
- 1909년 10월 12일: 노선 명칭 제정에 따라 간사이 본선의 소속이 되었다.
- 1987년 4월 1일: 민영화에 따라 서일본 여객철도의 소속이 되었다.
- 2003년 11월 1일: 이코카의 사용이 개시되었다.

## 인접정차역
| 서일본 여객철도 간사이 본선 | 서일본 여객철도 간사이 본선 | 서일본 여객철도 간사이 본선 |
| --------------------------- | --------------------------- | --------------------------- |
| 야마토코이즈미 가모 방면    | ■ 야마토지 선               | 오지 오사카 방면            |